# Baltazar Baebler
Baltazar Baebler, slovenski kemik. * 24. januar 1880, Vrhnika, † 30. april 1936, Ljubljana.
Po končanem študiju kemije na dunajski univerzi je služboval v raznih krajih Slovenije. Napisal je več strokovnih člankov in šolskih učbenikov.